# One Park Drive
One Park Drive es un rascacielos residencial situado junto al desarrollo de Canary Wharf en Isle of Dogs, Londres. El edificio está diseñado por Herzog & de Meuron, tiene forma cilíndrica y, cuando esté construido, tendrá 58 pisos con 468 apartamentos. Se sitúa en la esquina suroeste de Wood Wharf.

## Galería

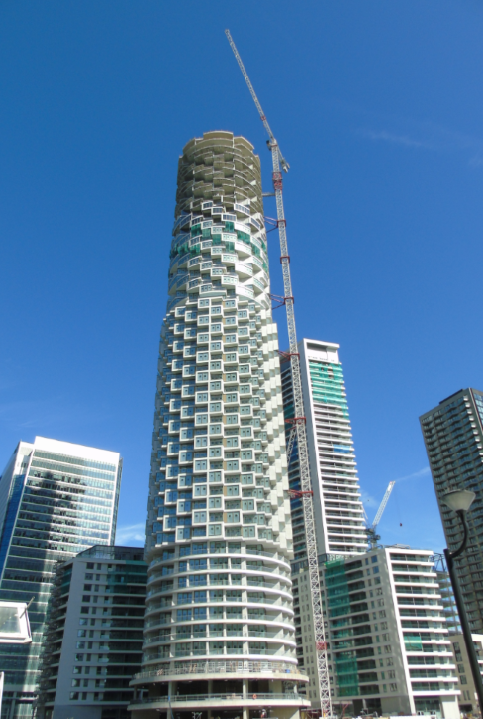
Obras en 2019
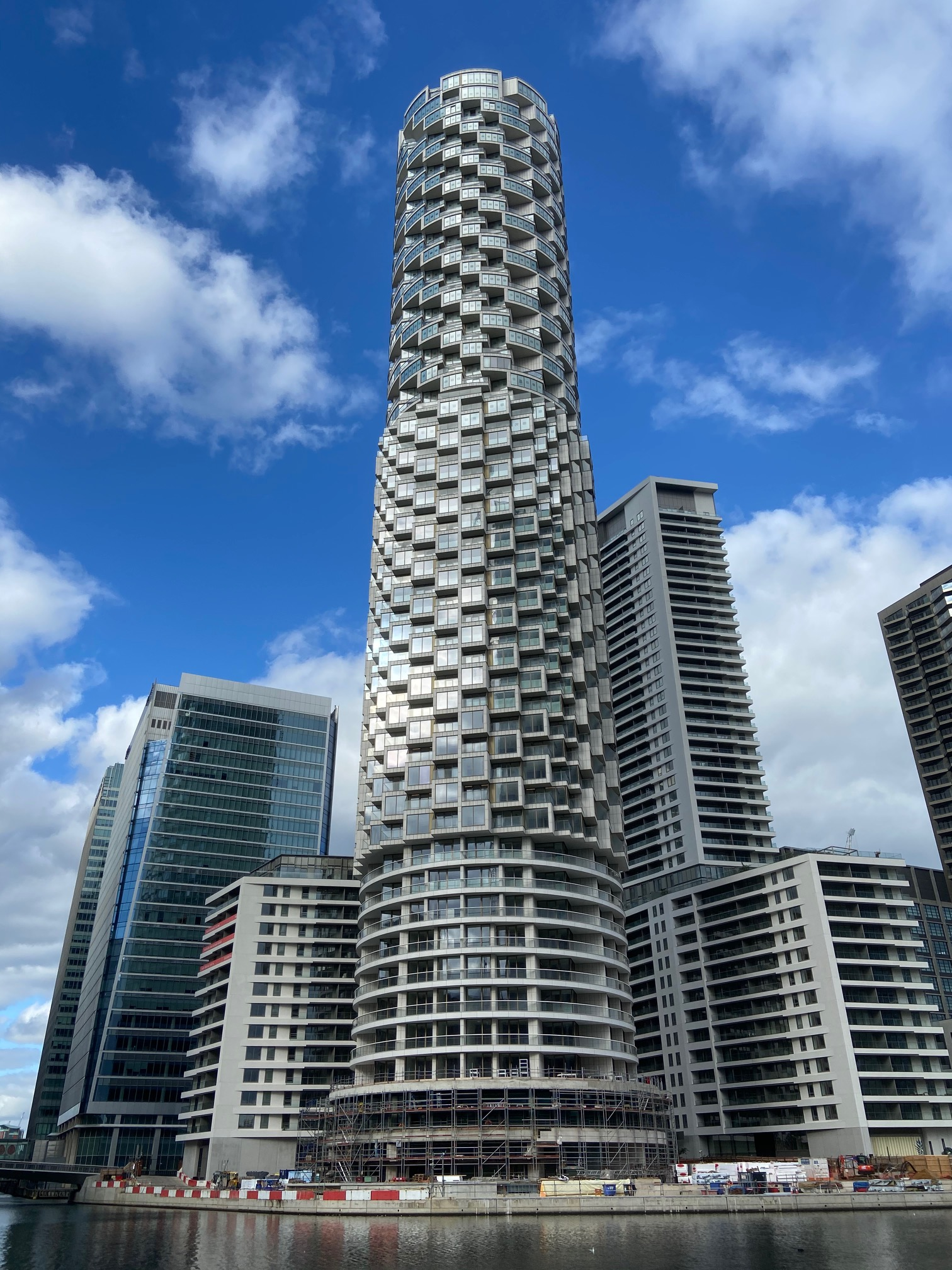
Estado de las obras en 2020
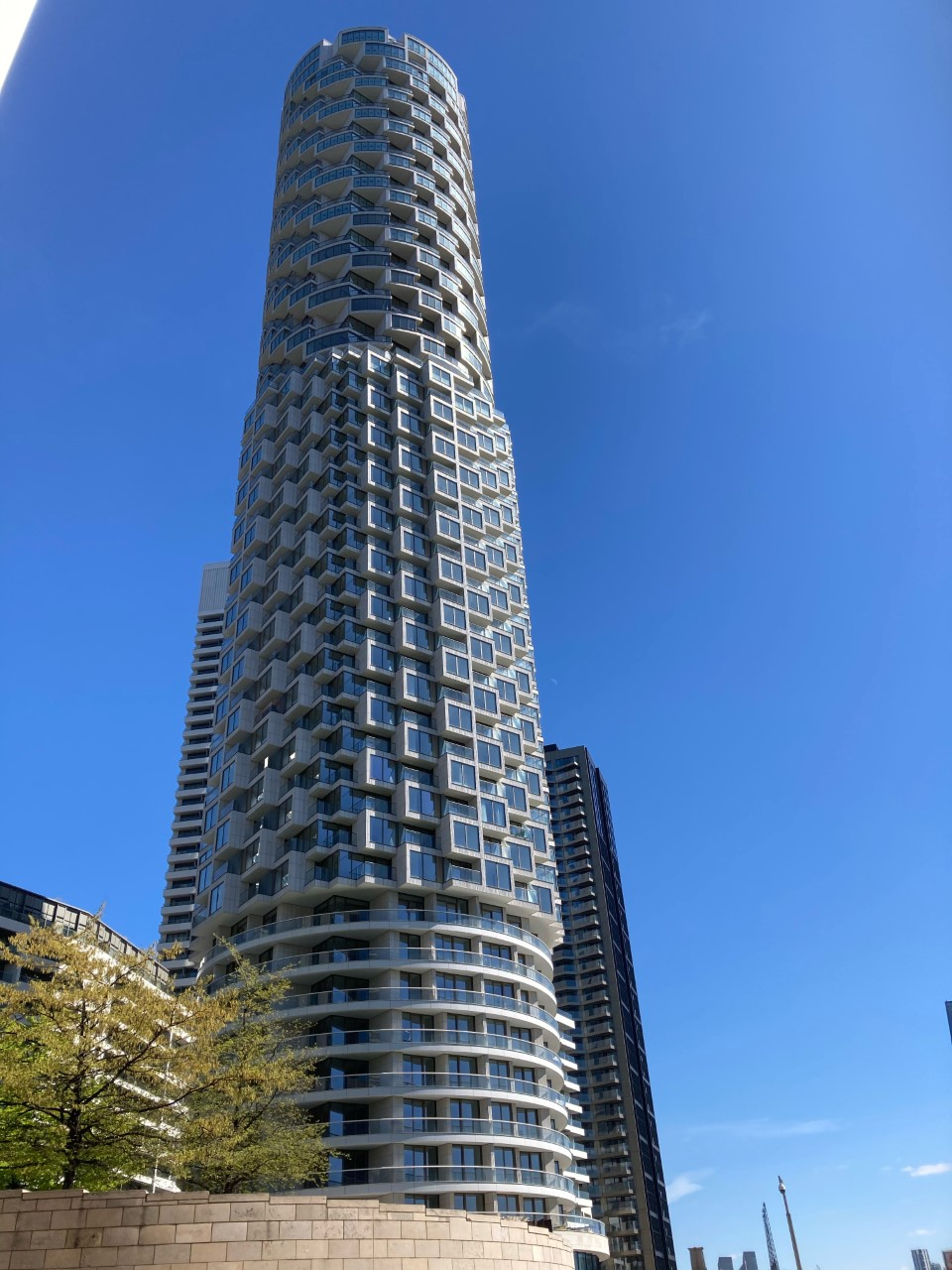
El edificio en abril de 2021